# Camillo Capolongo
Camillo Capolongo (Roccarainola, 25 settembre 1940 – Roccarainola, 21 luglio 2013) è stato un pittore e scultore italiano.
Laureato in giurisprudenza. Nel 1968 stila il Manifesto CAPA, gettando le basi per il movimento cosiddetto de “Il sociale”, ospitato alla Biennale di Venezia del 1976.
Artista poliedrico, ha attraversato con la sua poetica le esperienze più significative dell'estetica del secondo Novecento. Ha tenuto le sue performance in strutture di rilievo come il Centre Georges Pompidou di Parigi. 
Pittore e scultore, Camillo Capolongo usa materiali poveri, ottenendo la plasticità attraverso concettualizzazioni minimali. 
In pittura si serve delle superfici più svariate: tele, cartoni, carte, fogli, acetati etc. Utilizza la tecnica del collage e del disegno a china, la commistione di un tosto disegno concettuale e dell'assemblaggio polimaterico. Autentico precursore e sperimentatore, i suoi lavori si basano sulla certezza che il dualismo è spurio perché l'unità non è altro che il congegno tautologico della molteplicità.
Nel 1985 fonda con Emilio Villa, LuCa "Luigi Castellano", Leo De Berardinis e Peppe Capasso il manifesto del gruppo i No/Poletani, documento di un gruppo che si albera su un tipo di cultura anti-accademica.
Nel 1984  fonda la rivista Match.
Negli ultimi anni la ricerca si è incentrata sulle ieratiche esecuzioni dei maestri zen.
Nel 2008 sceglie il connubio suoni ed immagini, collaborando con il Progetto Silente.